# 荷徳駅
荷徳駅（ハドクえき、朝鮮語: 하덕역）は、朝鮮民主主義人民共和国咸鏡南道咸興市興南区域にある駅で、西湖線に属する。 

## 隣の駅
西湖線
龍城駅 - 荷徳駅 - 西湖駅